# Catastrophe de La Courneuve

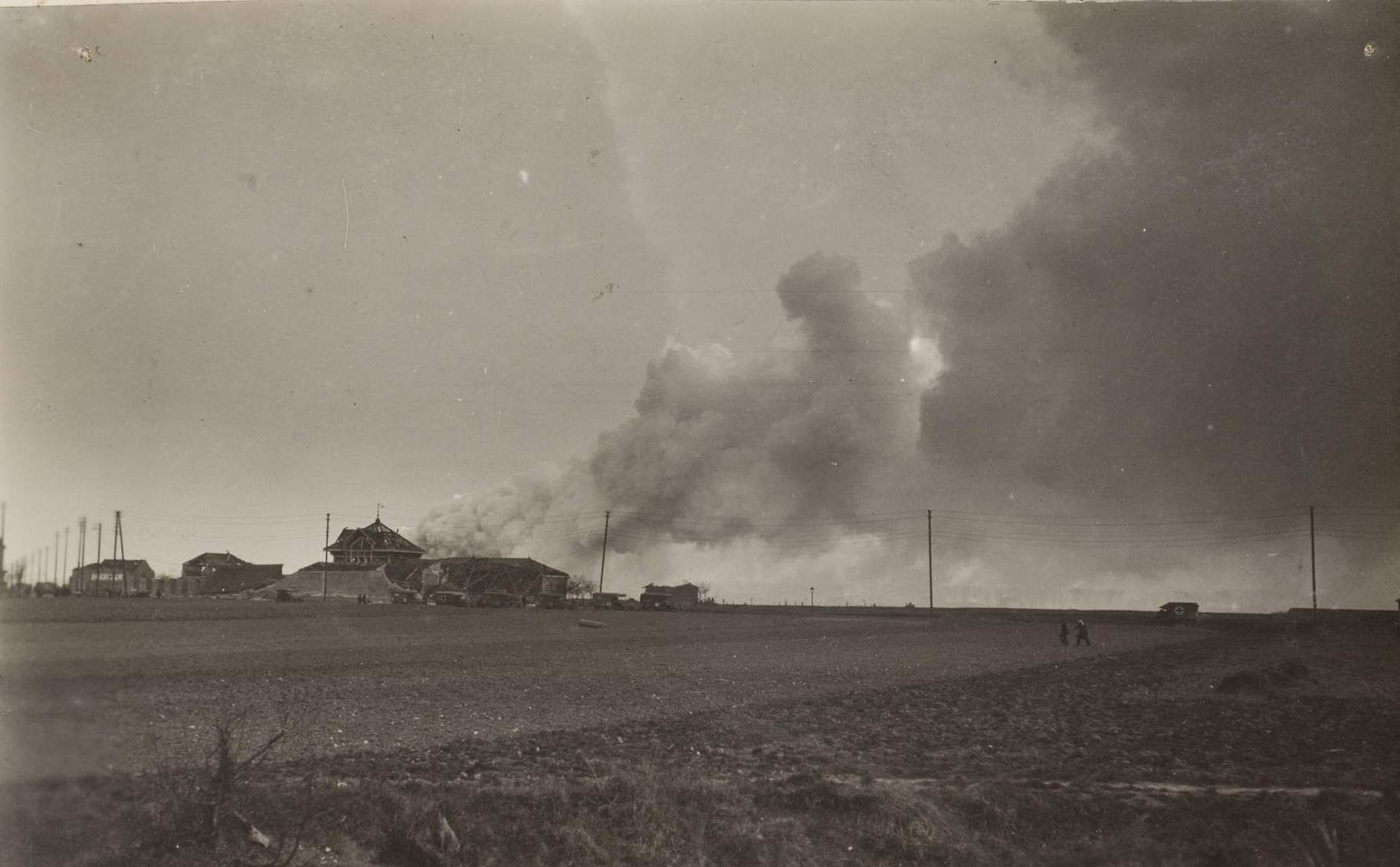
Vue générale de la catastrophe.

La catastrophe de La Courneuve est l'explosion accidentelle à La Courneuve, le 15 mars 1918, d'une usine d'armement qui participait à l'effort de guerre de la France dans la Première Guerre mondiale.

## Déroulement
Au no 25 de la rue Edgar-Quinet, se trouvait une manufacture de munitions. Lors d'une manutention, trois hommes portaient une boîte de grenades, quand ils entendirent un clic, indiquant qu'un détonateur avait été activé. Ils abandonnèrent la boîte et commencèrent à courir. La boîte explosa, entraînant d'autres explosions.
L'explosion d'une grande quantité de grenades à main a coûté la vie à 14 personnes et a totalement détruit la localité. L'explosion se fait entendre jusqu'à 65 km du site. 1 500 autres seront blessés dans la catastrophe.
Elle fait suite à plusieurs autres explosions de dépôts ou usines de munitions en France pendant la Première Guerre mondiale : rue de Tolbiac à Paris le 20 octobre 1915, au fort de la Double-Couronne à Saint-Denis le 7 mars 1916, et à Croix d'Hins près de Bordeaux le 21 avril 1916,.

## Suites et hommages
Les censeurs ont caché l'histoire pour éviter que l'information ne parvienne aux Allemands. L'explosion a détruit une maternité dans un hôpital local, mais aucun bébé ne sera blessé malgré les dégâts. Des infirmières de la Croix-Rouge américaine « s'étonnent encore que personne n'ait été blessé ».
Le cardinal archevêque de Paris, Léon Adolphe Amette, visite les lieux peu après l'événement. Un journal religieux en donne une description imagée :
Peu après les dégâts, deux soldats du 1er Zouaves mobilisés dans une usine de la région, ramassent dans les champs voisins une dizaine de kilos de grenades et de détonateurs. L'État les accuse d'un crime (d'avoir commis un vol militaire), car ces débris appartenant à l'État, provenaient d'une usine de guerre. « Les inculpés ont, dans leur interrogatoire, protesté de leur bonne foi. Tout le monde en ramassait, ont-ils dit. Nous avons fait comme tout le monde. Après un réquisitoire de principe du lieutenant Tetreau, Me Marcel Pasquier a présenté la défense des deux prévenus qui, par six voix contre une, ont été acquittés ».

## Hommages
En 1919, l'hôpital Lariboisière s'est vu décerner par la municipalité de Paris une plaque de marbre, sur laquelle est fixée une médaille d'honneur de l'Assistance publique « à la mémoire des services rendus par le personnel de l'hôpital pour le peuple de Paris sous les bombes, surtout après la grande explosion de la Courneuve, quand il a admis plus de quatre cents victimes »,.
La commune de La Courneuve a été citée à l'ordre de l'armée en 1922 en raison de l'explosion : « Vaillante cité qui a subi plusieurs bombardements et dont la population, rudement éprouvée par l'explosion d'un dépôt de munitions qui fit de nombreuses victimes et causa des dégâts matériels
importants, s'est ressaisie aussitôt en travaillant jour et nuit à la remise en état des bâtiments endommagés afin de continuer à produire pour les besoins de la défense nationale, donnant ainsi le plus bel exemple de patriotisme et de courage ».
Pour la même raison, la Croix de guerre lui est remise en 1923 par le président de la République, Raymond Poincaré.